# Aglossosia daressalmica
Aglossosia daressalmica là một loài bướm đêm thuộc phân họ Arctiinae, họ Erebidae.